# Vivian (Luisiana)
Vivian es un pueblo ubicado en la parroquia de Caddo en el estado estadounidense de Luisiana. En el Censo de 2010 tenía una población de 3671 habitantes y una densidad poblacional de 257,66 personas por km².

## Geografía
Vivian se encuentra ubicado en las coordenadas 32°52′17″N 93°59′11″O / 32.87139, -93.98639. Según la Oficina del Censo de los Estados Unidos, Vivian tiene una superficie total de 14.25 km², de la cual 14.25 km² corresponden a tierra firme y (0%) 0 km² es agua.

## Demografía
Según el censo de 2010, había 3671 personas residiendo en Vivian. La densidad de población era de 257,66 hab./km². De los 3671 habitantes, Vivian estaba compuesto por el 55.79% blancos, el 41.41% eran afroamericanos, el 0.68% eran amerindios, el 0.46% eran asiáticos, el 0% eran isleños del Pacífico, el 0.49% eran de otras razas y el 1.17% pertenecían a dos o más razas. Del total de la población el 1.36% eran hispanos o latinos de cualquier raza.